# さかいかな
さかい かな（1986年11月11日 - ）は、日本の舞台女優、声優、司会者、歌手。

## 経歴
小学生4年生の頃に親友から誘われて演劇クラブに所属し、演じることの楽しさを知る。将来は芝居の仕事がしたいと考えていた。
中学生になると、声優好きの友人から『忍たま乱太郎』の乱太郎と『名探偵コナン』の江戸川コナンが同じ声優であることを教えられ、衝撃を受ける。以降、声優を意識してアニメを視聴するようになり、声優の仕事をしたいと思うようになる。
当初は高校を卒業して東京の専門学校に行く予定だったが、高校の授業には興味が持てず、「早く専門の勉強がしたい」と1年で退学する。のちに「早いことがすべてではない」と振り返っているが、当時は「とにかく早くしなくちゃ」と焦っていたという。
高校中退後、地元の代々木アニメーション学院福岡校声優タレント科入学。2006年にテレビアニメ『REC』のヒロイン恩田赤役に抜擢される。他に定期的なイベント公演やライブ、演劇公演を制作している。
2009年6月、所属事務所のラムズを退所。2010年5月より尾木プロ THE NEXTに所属。
2015年11月11日、29歳の誕生日と同時に酒井 香奈子からさかい かなへの改名を発表した。
2019年5月1日、尾木プロ THE NEXTを退所。

## 人物
ロングヘアーがトレードマーク。趣味はウクレレと、ネットサーフィン、睡眠、カメラ（DIGITAL HARINEZUMIを愛用）。また、2008年6月「社長と誰かのトークショー」で、サイキックラバーのギタリスト・ジョーとのセッションを披露した。特技はアクション、長距離走、跳び箱、柔軟。
先輩声優の井ノ上奈々と声優ユニットの「ナナカナ」として活動していた。事務所の寮が同室であり2年間同居生活を送っていた。
16歳の時から大槻ケンヂの大ファンであり、トークCD「ナナカナにまいめ」においてゲストに招いた。

## 出演（声優業）
太字はメインキャラクター。

### テレビアニメ
2006年
- REC（恩田赤）
- 地獄少女 シリーズ（2006年 - 2017年、きくり）- 3シリーズ
- 貧乏姉妹物語（大城志麻）
- マジカノ（吉川千秋）
- らぶドル Lovely Idol（藤沢瑠璃）

2007年
- 風のスティグマ（石蕗亜由美）

2008年
- GUNSLINGER GIRL -IL TEATRINO-（アウローラ）

2009年
- アラド戦記〜スラップアップパーティー〜（カンナ）
- ジュエルペット（2009年 - 2015年、カイヤ、動物）- 6シリーズ
- ミラクル☆トレイン〜大江戸線へようこそ〜（あかり）

2010年
- クッキンアイドル アイ!マイ!まいん!（ひめの）
- デュラララ!!（秋絵）

2013年
- 超次元ゲイム ネプテューヌ THE ANIMATION（コンパ）
- 波打際のむろみさん（ハーピー）

2021年
- 擾乱 THE PRINCESS OF SNOW AND BLOOD

### OVA
- アルトネリコ 世界の終わりで詩い続ける少女（2006年、シュレリア）
- 波打際のむろみさん（2013年、ハーピー）- コミックス第9巻DVD付特装版
- 超次元ゲイム ネプテューヌ THE ANIMATION #13（2014年、コンパ）- Blu-ray/DVD第7巻に収録
  - 超次元ゲイム ネプテューヌ 〜ねぷのなつやすみ〜（2019年、コンパ）
  - 超次元ゲイム ネプテューヌ 〜ねぷねぷだらけの感謝祭〜（2021年、コンパ[15]）
  - 超次元ゲイム ネプテューヌ 〜陽だまりのリトルパープル〜（2022年、コンパ[16]）

### ゲーム
2006年
- アルトネリコ 世界の終わりで詩い続ける少女（シュレリア）
- REC☆ドキドキ声優パラダイス☆（恩田赤）

2007年
- アルトネリコ2 世界に響く少女たちの創造詩（シュレリア、澪羅）
- BALDR BULLET EQUILIBRIUM （レベッカ・プルシエンコ、対人地雷）
- マジカノ ファンディスク じゃんけんぽんってマジですか?（吉川千秋）

2008年
- R20★萌え花札（天内苺）
- R20★萌え将棋（香野路美）
- R20★萌えテニス（辺見猫子）
- Lの季節2 invisible memories（菜々瀬駒子）
- お掃除戦隊くりーんきーぱー（2008年 - 2009年、冬杜あきら） - 2作品
- クロスエッジ（2008年 - 2009年、シュレリア） - 2作品

2009年
- 地獄少女 澪縁（きくり）

2010年
- 超次元ゲイム ネプテューヌ（コンパちゃん）
- メモリーズオフ ゆびきりの記憶（リサ・ケイシー・フォスター）

2011年
- 超次元ゲイム ネプテューヌmk2（コンパちゃん）

2012年
- 神次元ゲイム ネプテューヌV（コンパ）

2013年
- 超次次元ゲイム ネプテューヌRe;Birth1（コンパ）

2014年
- アルノサージュ〜生まれいずる星へ祈る詩〜（シュレリア）
- 超次次元ゲイム ネプテューヌRe;Birth2 SISTERS GENERATION（コンパ）
- 超女神信仰 ノワール 激神ブラックハート（コンパ）※DLC追加キャラクター
- 神次次元ゲイム ネプテューヌRe;Birth3 V CENTURY（コンパ）
- 限界凸記 モエロクロニクル（2014年 - 2019年、藍綬）- 2作品
- ヒーローズプレイスメント（名護屋かんね）

2015年
- VENUS PROJECT（レティ）
- 新次元ゲイム ネプテューヌVII / VIIR（2015年 - 2017年、コンパ） - 2作品
- 激次元タッグ ブラン+ネプテューヌVSゾンビ軍団（コンパ）
- デュラララ!! Relay（秋絵）

2017年
- 四女神オンライン CYBER DIMENSION NEPTUNE（コンパ）

2018年
- モン娘☆は〜れむ（ツジカゼ）
- 勇者ネプテューヌ 世界よ宇宙よ刮目せよ!! アルティメットRPG宣言!!（コンパ）

2020年
- Go!Go!5次元GAME ネプテューヌ re★Verse（コンパ）

2021年
- 閃乱忍忍忍者大戦ネプテューヌ -少女達の響艶-（コンパ）

2022年
- 超次元ゲイム ネプテューヌ Sisters vs Sisters（コンパ）

### ドラマCD
2006年
- TVアニメーション「REC」ドラマCD 第1、2巻（恩田赤）
- ドラマCD「アルトネリコ 世界の終わりで詩い続ける少女」第3、4巻（シュレリア）

2007年
- LOVELY IDOL DRAMA CD 歌は素敵なプレゼント（藤沢瑠璃）
- えこといっしょ。 CDでもいっしょ。 vol.1（えこ）
- ドラマCD うりポッ（竹取香久夜）
- LOVELESS コミックゼロサムCDコレクションVol.4
- マジカノ〜魔女の森のリンゴ狩り〜（吉川千秋）

2008年
- THOR CODE ドラマCD（姫守さくら）
  - THOR CODE ドラマCD 零 メガミマガジン100号記念オリジナル企画（姫守さくら）

2009年
- ナイトウィザード The 2nd Edition ファンブック スターダスト・ティアーズ ボイスドラマ「新訳・星を継ぐ者〜篝〜」（結城香奈見）

2010年
- 乙女系ドラマCD 結局オレらの誰が好きなの!? 生徒会編（三島玲）
- ドラマCD 萌酒とむりえ〜お酒の国の大宴会、萌えて候！〜（酒井好子）
- ドラマCD 萌酒とむりえ2〜トムリエ危機一髪！〜（酒井好子）
- アリアンロッド・サガ ファンブック Fellowship of Stone〜竜輝石の仲間たち〜 ドラマCD「思い出フロントライン」（アキナ・ブルックス）
- おねだりCD 天使のささやき
- おねだりCD 悪魔のいたずら
- こちら わい×うい放送部♪ The CD vol.1（カナッペ）

2011年
- ドラマCD『アルトネリコ3 世界終焉の引鉄は少女の詩が弾く』sideティリア-After story-（シュレリア）
- KOV オリジナルドラマCD ダブルラリアット（岡本典子、藤村萌）
- ね語方言 其の一

2012年
- アリアンロッド・サガ ファンブック Kind of Magic ドラマCD「裏目軍師は伊達じゃない!」（アキナ・ブルックス）

2013年
- 超次元ゲイム ネプテューヌ ドラマCD 湯けむり温泉殺人事件inプラネテューヌの巻（コンパ）

### パチンコ・パチスロ
2011年
- CR地獄少女（きくり）

2013年
- パチスロ『十字架II』（リオナ）

2015年
- 戦国コレクション2（万策嬢・陸遜）
- CR地獄少女 弐（きくり）
- パチスロ地獄少女（きくり）

2016年
- CR地獄少女弐 きくりの地獄祭りVer.（きくり）

2017年
- パチスロ地獄少女 宵伽（きくり）

2018年
- CR地獄少女 宵伽（きくり）

### デジタルコミック
- VOMIC まつりスペシャル（2008年、井田知子）
- VOMIC 初恋予報（二ノ宮詩乃）

### ナレーション
- 代々木アニメーション学院 ラジオCMナレーション（2006年4月 - ？）
- ロコロコのうた TVCMナレーション
- 放送直前！「地獄少女 宵伽」スペシャル 〜今宵あなたは地獄を見る〜（2017年）

### ラジオ
※はインターネット配信。
2000年代
- サイキックラバーのアニカンRADIO（2005年 - 2006年、ラジオ関西・アニスタ.TV）
- 酒井香奈子のかなえて!シャイニング☆ドリーム（2005年 - 2009年、アニメイトTV）
- ドラマティック・エンジェル（2005年 - 2006年、ラジオ大阪・東海ラジオ・アニスタ.TV）
- リアルタイム・アニメイキング・まるごとびんちょ☆れっく（2005年 - 2006年、文化放送・アニメイトTV）
- 祝・旗揚げ公演！ふらっと…RAT（2006年5月分ほか、アニスタ.TV）
- ゴチャ・まぜっ!火曜日 ミニコーナ（2006年 - 2007年、2008年 - 2009年、MBSラジオ）
- ナナカナ（2007年 - 2008年、ラジオ大阪）
- ゴチャ・まぜっ!木曜日 ミニコーナー（2007年 - 2008年、MBSラジオ）
- バルドバレット ラジオブリアム（2007年 - ？、音泉※）
- 酒井香奈子のかな辞典（2009年 - 2011年、USEN）
- 酒井香奈子のタクロク!（2009年 - 2010年、アニメイトTV）
- SAY YOU Channel Kiss of Voice（2009年 - 2010年、FM・Kiss-FM KOBE）
- パーティ5のひまつぶしラジオ（2009年 - 2010年、ZAKZAK）

2010年代
- こちら わい×うい放送部♪（2010年、WISETONE）
- 波打際の○○さん（2013年 - 2014年、アニメイトTV）
- 酒井香奈子のBe-side Your Life!!→さかいかなのBe-side Your Life!（2014年 - 、※）

### ラジオCD
2007年
- ナナカナトークCD ナナとカナ いちまいめ
- ナナカナトークCD ナナとカナ にまいめ
- ナナカナトークCD ナナとカナ さんまいめ

2008年
- ナナカナBOX1・2・3!
- ナナカナBOX4・5・6!
- ナナカナBOX7・8・9!

2012年
- ラジオCD「井ノ上奈々の2〜3次元同好会」Vol.2、5（2012年 - 2014年）

### その他CD
- 酒井香奈子トークCD「独立宣言」（2009年8月26日）

### テレビ番組
- アニメ天国（2005年10月 - 2007年9月、テレビ埼玉・テレビ神奈川・AT-X）
- Club AT-X 櫻井探偵事務所（2006年、#86）
- アキハバラ情報局PLUS（2006年）
- アニメぱらだいす!（2007年4月 - 2010年3月、キッズステーション）
- アニぱら音楽館（2007年 - 2008年、#189ゲスト、#221ゲスト）
- ナニカナ☆ナナカナ（2007年11月 - 2008年、キッズステーション）

### Webテレビ
- らぶドルTV（2006年9月28日 - 2007年1月11日）
- ごんちゅーぶ（2008年2月29日 - 11月21日、YouTube内ゴンゾチャンネル）
- パセラボTV（パセラ：2009年8月 - ？）
- 酒井香奈子のタクナマ! on USTREAM（2011年 - ？、Ustream）

### 映像商品
- らぶドル Prologue DVD（2006年）
- らぶドル STAGE 1、2、4 － 7（2006年 - 2007年）
- らぶドルTV 先行版（2007年）
- らぶドルTV 総集編（2007年）

## 出演（女優業）

### オリジナルビデオ
- RAY VOL.1-COLD BLOOD-（2005年、友情出演）
- Princess Cat（2006年、綾小路姫子）
- Flower Snow（2006年、宇田川リカ）

### 映画
- キサラギ（2007年、如月ミキ）
- YOSHIMOTO DIRECTOR'S 100 〜100人が映画撮りました〜「ぱきゅら」（2007年、友情出演）

### テレビドラマ
- さばドル 第1話（2012年、女性記者）

### 舞台DVD
- 陸の界賊 -オカノカイゾク-（2006年、主演・綾小路亜弥 / 背天の裏斬）

### 舞台
2006年
- 声優劇団「RAT」旗揚げ公演「陸の界賊」（6月25日 - 27日、全労済ホールスペース・ゼロ）- 主演・綾小路亜弥 / 背天の裏斬

2010年
- 鈴村展弘プロデュース BELL＋UP COMPANY「リセット3・2・1…」（2月2日 - 7日、シアターグリーン BIG TREE Theater）
- 舞台「コカンセツ!」（8月11日 - 15日、天王洲銀河劇場）

2011年
- チョコレートガールズ2 〜チョコレートガールズVSアズキガールズ〜（2月9日 - 14日、前進座劇場）
- 元禄音楽劇『黒椿』（7月16日 - 24日、池袋あうるすぽっと）
- 2011リーディングシアターvol.1 1st（1月16日、シアターKASSAI）

2012年
- 福吉商店+トライフルエンターテインメントプロデュース「The Radio Show Must Go On〜バレルナキケン〜」（1月17日 - 22日、中野ザ・ポケット）
- 劇団THE NEXT旗揚げ公演「燃ゆる暗闇にて」（3月23日 - 25日、ウエストエンドスタジオ）
- 乙女企画クロジ☆ 第十回記念公演「異説 金瓶梅」（4月26日 - 30日、シアターサンモール）- 孫雪蛾 役
- Air studio Produce「Kiss Me You〜がんばったシンプー達へ〜」（5月23日 - 27日、新国立劇場 / 小劇場）
- トライフルエンターテインメントプロデュース「The Radio Show Must Go On〜バレルナキケン〜再演+外伝公演!」（8月28日 - 9月3日、中野ザ・ポケット）
- 苦情★真に受けTV（11月22日 - 15日、シアターモリエール）- ヒロイン

2013年
- ことだま屋本舗☆リーディング部その6（1月26日、千代田区立内幸町ホール）
- トライフルエンターテイメント「The Fake Time Machine Story〜ウソヘノトビラ〜」（6月26日 - 7月7日、中野ザ・ポケット）
- スプリングマン「弁当屋の四兄弟」（8月14日 - 8月18日、下北沢OFF・OFFシアター）
- 怪し会〜陸6〜（密蔵院、8月22日 - 26日）
- 東京アンテナコンテナ第12回本公演「サスライセブン彷徨人七人 -起 サイカイ-」（10月1日 - 10月6日）- ヒロイン

2014年
- エムキチビート「黎明浪漫譚 -れいめいロマンティック-」（吉祥寺シアター、1月7日 - 12日）- ヒロイン
- エビス駅前バープロデュース「ふりむかないで」（エビス駅前バー、5月1日 - 14日）
- ことだま屋本舗☆リーディング部 その7（中野テアトルBONBON、6月30日）
- アロハプロジェクトACTシリーズ第1弾 2人朗読公演『GOSSIP』（ステージカフェ下北沢亭、7月4日 - 6日）
- アロハプロジェクトACTシリーズ第二弾 一人舞台「ギルムルの花束」（八幡山ワーサルシアター、12月27日 - 28日）- ギルムル 役・ゼニババ 役・モノ 役

2015年
- エビス駅前バープロデュースREBOOT「T OF N」（エビス駅前バー、2月5日 - 19日）- 座長
- ことだま屋本舗☆リーディング部 その8（中野テアトルBONBON、8月21日 - 23日）
- エビス駅前バープロデュース「巡光ーめぐるひかりー」（エビス駅前バー、8月28日-9月9日）- 主演
- キンケロ・シアタープロデュース 愛川欽也追悼公演「RUN FOR YOUR WIFE」（キンケロシアター、10月30日 - 11月3日）- バーバラ・スミス
- 黒薔薇少女地獄Vol.4「緋色、凍レル刻ノ世界、永遠」（SPACE雑遊、11月24日 - 29日）- 早岐深緋

2016年
- ハルベリーオフィス特別公演「箱の中身2016」（テアトルBONBON、4月6日 - 10日）- ヒロイン
- 深水三章朗読劇（新宿3丁目リトリート倶楽部、4月23日）
- SPRINGMAN「不滅の恋人」（下北沢OFF・OFFシアター、8月17日 - 21日）- 主演
- ことだま屋EXステージ「クロボーズ」（Yokohama O-SITE、11月27日）- 羽柴秀吉 役

2017年
- トリスタンとイゾルデ（DDD AOYAMA CROSS THEATER、1月12日 - 15日）- イゾルデ 役
- ライブ・インパクト「進撃の巨人」（中止 舞浜アンフィシアター）- カルラ・イェーガー 役
- さかいかな一人芝居「わが儘」（目白古民家ゆうど、3月11日）- 小鬼 役
- 劇団岸野組1990プロジェクト「改訂版 モトイヌ」（下北沢本多劇場、5月21日 - 28日）- ヒロイン
- スキマニ＠BARステージ 『あのひとだけには』（エビスSTARバー、8月1日 - 8日）
- 黒薔薇少女地獄「亡国ニ祈ル天ハ、アラセラレルカ」（SPACE雑遊、9月23日 - 10月1日）額田部推 役
- 秘密結社Crymax 第2回公演『病院狂騒曲』（新宿シアター・ミラクル、11月8日 - 12日）

2018年
- Aloha Project Presents さかいかな ひとり芝居『わが儘』（目白古民家ゆうど、3月29日 - 4月1日）
- Aloha Project Presents さかいかな おしばいと朗読「足りない天使」（Free Studio KONPIRA-金毘羅-、5月20日）
- 劇団「第27班」本公演8つめ「コーラボトルベイビーズ」（下北沢 駅前劇場、6月22日 - 27日）- 主演
- fragment edge No.7『QuartZ -クォーツ-』（TACCS1179、7月12日 - 16日）- ジャウハラの王帝『サルマ＝アルディバイン』
- 詠み人知らづ第一回公演「空気空気空気って！」（新宿THEATER BRATS、8月30日 - 9月2日）- イズミ 役
- RINCO PRODUCE STAGE「リミット・オブ・タイムラグ」（CBGKシブゲキ！、10月5日 - 14日）- 有名声優 飛喜飛鳥（ひきあすか） 役
- キーストーンvol.1 歌謡朗読公演「転生アイドル謙信」（赤坂CHANCEシアター、11月9日 - 11日）- 中条藤資 役
- 鈴木区 第18回公演「いるわけないしっ！」（TACCS1179、11月27日 - 12月2日）- 女子校生の霊 役
- 東京夜光「世界の終わりで目をつむる」（下北沢 小劇場楽園、12月19日 - 24日）- 瞳 役

2019年
- 三栄町LIVE＋黒薔薇少女地獄特別公演『緋色、凍レル刻ノ世界、永遠』（中野ザ・ポケット、1月30日 - 2月3日）
- さかいかな × 月岡鈴 二人芝居「巣から落ちる雛が聞こえる」（目白古民家ゆうど、3月7日 - 10日）
- さかいかなのひとり芝居「わが儘」（目白古民家 ゆうど、3月11日）- 脚本、演出、出演
- Pal's Sharer  第14回公演「ぶっくぶっく」（テアトルBONBON、4月17日 - 21日）- 漫画家の絵麻の妹 いず美 役
- Aloha Project Presents「親愛なる時代たちへ」（新中野ワニズホール、6月6日 - 8日）- 演出
- スプリングマン「桜田ファミリー物語」（テアトルBONBON、7月3日 - 7日）- 桜田チエ 役
- Gahornz Act.9 初地方公演〜山梨〜『笑えば』（kofu SPACE101、8月16日 - 18日）
- 「五右衛門マジック」（CBGKシブゲキ!!、10月10日 - 20日）- 出雲阿国 役
- さかいかなひとり朗読「ギルムルの花束」（目白古民家ゆうど、12月29日）

2020年
- スプリングマン「弁当屋の四兄弟 -令和二年版-」（1月31日 - 2月2日、吉祥寺シアター）- 源五月 役
- Prelude第7本公演「そこはかとなく燃ゆる」（3月10日 - 15日、サンモールスタジオ）- 主演
- E-Stage Topia公演『堕天使は薄い本を閉じて2020』（4月30日 - 5月10日、上野ストアハウス）- TEAM外回り出演 主演 新型コロナウイルス流行の影響により、2021年4月29日 - 5月9日に延期。
- 舞台「ノンセクシュアル -森奈津子芸術劇場 第2幕-」（6月6日 - 14日、赤レンガ倉庫1号館3Fホール）- 浅井塔子 役
- We are RAISE A SUILEN〜BanG Dream! The Stage〜（7月15日 - 19日、天王洲 銀河劇場）- ライブMC 役
- E-Stage Topia プロデュース公演『hood』（7月29日 - 8月3日、上野ストアハウス）- 主演
- ROAD59 -新時代任侠特区-（12月24日 - 27日、なかのZERO 大ホール）- 沖野伊奈葉 役

2021年
- E-Stage Topia プロデュース公演『堕天使は薄い本を閉じて2020 復活公演』（4月29日 - 5月9日、上野ストアハウス） - 新橋美愉 役
- 萬腹企画 13杯目『音霊戦隊ディスクレンジャー2021』（10月27日 - 31日、d-倉庫） - 我星優歌 役

2023年
- 音楽朗読劇 THE LITTLE MATCH GIRL 〜アンデルセン童話「マッチ売りの少女」より〜（11月25日・26日・29日・12月3日、博品館劇場）
- 萬腹企画 冬の特別公演『NIKORA-ニコラ-』（12月20日 - 24日、テアトルBONBON） - 結崎響子 役

## ディスコグラフィ

### シングル
| 枚  | 発売日         | タイトル                          | 規格品番  | オリコン 最高位 |
| --- | -------------- | --------------------------------- | --------- | --------------- |
| 1st | 2005年12月29日 | SUPER POWER〜おんなのこパンチ！〜 | REC-0001  |                 |
| 2nd | 2006年2月10日  | Cheer!〜まっかなキモチ〜          | FCCM-0106 | 114位           |
| 3rd | 2006年6月28日  | NON STOP!!!/白い約束              | FCCV-12   | 134位           |
| 4th | 2006年8月23日  | そよかぜらいふ                    | FCCM-157  | 146位           |

### アルバム
| 枚  | 発売日        | タイトル | 規格品番  | オリコン 最高位 |
| --- | ------------- | -------- | --------- | --------------- |
| 1st | 2010年8月25日 | Number   | FCCV-0030 | 圈外            |

### その他ライブ映像
- らぶドル FIRST LIVE IN YOKOHAMA BLITZ（2007年7月25日）
- RAMS LIVE FESTIVAL 2007（2008年3月12日）

### タイアップ曲
| 楽曲                              | タイアップ                                                         | 時期   |
| --------------------------------- | ------------------------------------------------------------------ | ------ |
| SUPER POWER〜おんなのこパンチ！〜 | テレビアニメ『REC』イメージソング                                  | 2005年 |
| Cheer!〜まっかなキモチ〜          | テレビアニメ『REC』オープニングテーマ                              | 2006年 |
| NON STOP!!!                       | DSEシリーズ第4弾オリジナルビデオ『Princess Cat』テーマソング       | 2006年 |
| 白い約束                          | DSEシリーズ第5弾オリジナルビデオ『Flower Snow』テーマソング        | 2006年 |
| そよかぜらいふ                    | テレビアニメ『貧乏姉妹物語』エンディングテーマ                     | 2006年 |
| 月華の祈り                        | テレビアニメ『風のスティグマ』第9話挿入歌&第12話エンディングテーマ | 2007年 |
| ラブレターはそのままで            | 映画『キサラギ』挿入歌                                             | 2007年 |

### キャラクターソング
| 発売日   | 商品名                                                      | 歌                                                                                                 | 楽曲                                                                  | 備考                                                   |
| 2006年   | 2006年                                                      | 2006年                                                                                             | 2006年                                                                | 2006年                                                 |
| -------- | ----------------------------------------------------------- | -------------------------------------------------------------------------------------------------- | --------------------------------------------------------------------- | ------------------------------------------------------ |
| 3月24日  | TVアニメーション「REC」キャラクターソング 恩田赤            | 恩田赤（酒井香奈子）                                                                               | 「I'M ON YOUR SIDE」 「GO FORWARD」 「小さな銀河」                    | テレビアニメ『REC』関連曲                              |
| 11月1日  | 恋、はじめました!/LoveLoveLoveのせいなのよ!                 | らぶドル                                                                                           | 「LoveLoveLoveのせいなのよ！」                                        | テレビアニメ『らぶドル Lovely Idol』エンディングテーマ |
| 12月13日 | 純情娘はラルラルン♪                                         | 藤沢瑠璃（酒井香奈子）                                                                             | 「純情娘はラルラルン♪」                                               | テレビアニメ『らぶドル Lovely Idol』挿入歌             |
| 12月13日 | 純情娘はラルラルン♪                                         | 藤沢瑠璃（酒井香奈子）                                                                             | 「LoveLoveLoveのせいなのよ！（瑠璃ソロヴァージョン）」                | テレビアニメ『らぶドル Lovely Idol』関連曲             |
| 12月27日 | らぶドル LOVELY IDOL SPECIAL CD 1                           | らぶドル                                                                                           | 「GO↑GO↑☆PARTY」                                                      | テレビアニメ『らぶドル Lovely Idol』挿入歌             |
| 12月28日 | HAPPY CLOVER                                                | らぶドル                                                                                           | 「HAPPY CLOVER」                                                      | テレビアニメ『らぶドル Lovely Idol』挿入歌             |
| 2007年   |                                                             | |                                                                       |                                                        |
| 1月31日  | らぶドル LOVELY IDOL SPECIAL CD 3                           | らぶドル                                                                                           | 「LoveLoveLoveのせいなのよ！（アニメライブ版）」                      | テレビアニメ『らぶドル Lovely Idol』挿入歌             |
| 2月28日  | らぶドル LOVELY IDOL SPECIAL CD 4                           | らぶドル                                                                                           | 「GO↑GO↑☆PARTY（アニメライブ版）」 「HAPPY CLOVER（アニメライブ版）」 | テレビアニメ『らぶドル Lovely Idol』挿入歌             |
| 3月14日  | らぶドル VARIETY CD 6「らぶり〜できゅーとなのデ〜ス」瑠璃編 | 藤沢瑠璃（酒井香奈子）                                                                             | 「ふれっしゅハァトを召しあがれ（瑠璃ソロバージョン）」                | テレビアニメ『らぶドル Lovely Idol』関連曲             |
| 3月28日  | らぶドル LOVELY IDOL SPECIAL CD 7                           | 猫谷海羽（後藤邑子）、北条比奈（茅原実里）、藤沢瑠璃（酒井香奈子）                                 | 「ふれっしゅハァトを召しあがれ」                                      | テレビアニメ『らぶドル Lovely Idol』関連曲             |
| 2008年   |                                                             | |                                                                       |                                                        |
| 12月10日 | THOR CODE CHARACTER SONG 日崎衛＆姫守さくら                 | 姫守さくら（酒井香奈子）                                                                           | 「Pinkie PinkPrincess」                                               | ドラマCD『THOR CODE』関連曲                            |
| 12月17日 | 地獄少女 三鼎 一                                            | きくり（酒井香奈子）                                                                               | 「きくり姫小唄」                                                      | テレビアニメ『地獄少女 三鼎』関連曲                    |
| 2010年   |                                                             | |                                                                       |                                                        |
| 10月20日 | こちら わい×うい放送部♪ The CD vol.1                        | ユカリン（福井裕佳梨）、アヤナッチ（笹川亜矢奈）、カナッペ（酒井香奈子）、コンチャン（近藤佳奈子） | 「大きな愛・地球☆」 「わい×うい学園校歌」                             |                                                        |
| 10月20日 | こちら わい×うい放送部♪ The CD vol.1                        | カナッペ（酒井香奈子）、コンチャン（近藤佳奈子）                                                   | 「だいすきマイフレンド」                                              | アプリ『もふもふ牧場』テーマソング                     |
| 2013年   |                                                             | |                                                                       |                                                        |
| 5月21日  | 十字架2 Big Bonus Music                                     | リオナ（酒井香奈子）                                                                               | 「I will go.」                                                        | パチスロ『十字架II』関連曲                             |
| 5月21日  | 十字架2 Big Bonus Music                                     | リオナ（酒井香奈子）、Maiko                                                                        | 「message」                                                           | パチスロ『十字架II』関連曲                             |
| 6月26日  | 波打際のむろみさん キャラクターソングアルバム               | ハーピー（酒井香奈子）                                                                             | 「ハピハピハーピー」                                                  | テレビアニメ『波打際のむろみさん』関連曲               |
| 6月26日  | 波打際のむろみさん キャラクターソングアルバム               | ハーピー（酒井香奈子）、イエティ（斎藤千和）                                                       | 「食べちゃダメ！」                                                    | テレビアニメ『波打際のむろみさん』関連曲               |
| 2014年   |                                                             | |                                                                       |                                                        |
| 8月27日  | 超次元ゲイム ネプテューヌ シェアコンプリート ディスクス     | コンパ（酒井香奈子）                                                                               | 「スイート♡バレンタイン」                                             | ゲーム『超次元ゲイム ネプテューヌ』関連曲              |

### その他参加楽曲
| 発売日         | 商品名                                                | 歌 | 楽曲                                      | 備考                                                                    |
| -------------- | ----------------------------------------------------- | --- | ----------------------------------------- | ----------------------------------------------------------------------- |
| 2007年6月20日  | キサラギ オリジナル・サウンドトラック                 | 酒井香奈子                                                                                                  | 「ラブレターはそのままで」                | 映画『キサラギ』挿入歌                                                  |
| 2007年8月18日  | 風のスティグマ Song Collection CD                     | 酒井香奈子                                                                                                  | 「月華の祈り」                            | テレビアニメ『風のスティグマ』第9話挿入歌&第12話エンディングテーマ      |
| 2007年11月22日 | Pray For Happiness                                    | 野川さくら、宮崎羽衣、YOFFY & IMAJO、酒井香奈子、井ノ上奈々、近江知永、庄子裕衣、阿部玲子、三好麻美、山村響 | 「Pray For Happiness」                    | ライブイベント『RAMS LIVE FESTIVAL 2007』テーマソング                   |
| 2007年11月22日 | Pray For Happiness                                    | 野川さくら、宮崎羽衣、YOFFY & IMAJO、酒井香奈子、井ノ上奈々、近江知永、庄子裕衣、阿部玲子、三好麻美、山村響 | 「Pray For Happiness（Acoustic Ver.）」   |                                                                         |
| 2010年7月16日  | ドラマCD 萌酒とむりえ〜お酒の国の大宴会、萌えて候！〜 | 酒井香奈子                                                                                                  | 「HOROYOI☆NIGHT」                         | ドラマCD『ドラマCD 萌酒とむりえ〜お酒の国の大宴会、萌えて候！〜』主題歌 |
| 2014年12月27日 | The music of Girumuru's bouquet                       | 酒井香奈子                                                                                                  | 「ぼくもだく」 「森の奥でのくすんだ夢に」 | 舞台『ギルムルの花束』関連曲                                            |

### CD未収録
| 楽曲                  | タイアップ                                            | 備考                     |        |        |
| 2009年                | 2009年                                                | 2009年                   | 2009年 | 2009年 |
| --------------------- | ----------------------------------------------------- | ------------------------ | ------ | ------ |
| High!PARTY5           | ラジオ番組『パーティ5のひまつぶしラジオ』テーマソング | パーティ5名義            |        |        |
| 2015年                |                                                       |                          |        |        |
| きくり姫来い唄        | パチンコ『CR地獄少女 弐』使用曲                       | きくり（酒井香奈子）名義 |        |        |
| 2016年                |                                                       |                          |        |        |
| わっしょい!きくり祭り | パチンコ『CR地獄少女弐 きくりの地獄祭りVer.』使用曲   | きくり（酒井香奈子）名義 |        |        |

### 作詞
- My Dear Love

## その他

### 写真集
- 酒井香奈子水着1st写真集「KANAKO」（2011年1月28日、主婦の友社）ISBN 978-4072736371
- 酒井香奈子一人舞台「ギルムルの花束」写真集

### 作詞
- My Dear Love（2006年）

### TRPG（プレイヤー参加）
- アリアンロッド・サガ・リプレイ・デスマーチ（アキナ・ブルックス）

### ユニットメンバー
1. 1 2 3  野川さくら、中原麻衣、桃井はるこ、後藤邑子、茅原実里、酒井香奈子
2. ↑  井ノ上奈々、稲村優奈、吉田仁美、花村怜美、酒井香奈子